# アッピウス・クラウディウス・プルケル (紀元前38年の執政官)
アッピウス・クラウディウス・プルケル（ラテン語: Appius Claudius Pulcher 、生没年不明）は、紀元前1世紀中期の共和政ローマの政治家・軍人。紀元前38年に執政官（コンスル）を務めた。

## 出自
プルケルはパトリキ（貴族）であるクラウディウス氏族の出身である。クラウディウス氏族はサビニ族を祖とし、ローマと平和的な関係を求めたアッティウス・クラウススが成人男性だけでも約500人のクリエンテスと共にローマへと移り住み、土地と元老院の議席を与えられた。そしてローマ社会のパトリキの名門として成長を遂げる。プルケル（美しい）のコグノーメン（第三名、家族名）を最初に名乗ったのは、紀元前249年の執政官プブリウス・クラウディウス・プルケルである。
プルケルは、この執政官プブリウスの6代目の子孫にあたり、紀元前56年にプラエトルを務めたガイウス・クラウディウス・プルケルの長男である。プルケルには弟がいたが、子のいなかった叔父で紀元前54年の執政官アッピウス・クラウディウス・プルケルの養子となり、やはりアッピウス・クラウディウス・プルケルとなのった。このアッピウスは元老院議員にはなったものの、高位政務官職にはついていない。但し、両者を区別する必要がある際には、本記事のプルケルは大プルケル、またはガイウスの子プルケルと呼ばれる。なお、イギリスの歴史学者R. サイムは、弟だけでなく本記事のプルケルも養子に入ったとしている。
プブリウス・クロディウス・プルケルも叔父にあたる。

## 経歴
プルケルに関する最初の記録は紀元前58年のことである。キケロがティトゥス・ポンポニウス・アッティクスに宛てた9月4日付けの手紙の中で、キケロの弟のクィントゥスのアシア属州総督時代の行為に関して、プルケルが告訴するのではないかと心配している。紀元前52年、プブリウス・クロディウス・プルケルがティトゥス・アンニウス・ミロの支持者と衝突して殺害されるという事件が起きるが、裁判では叔父を殺されたプルケルが検察側の一人となった。キケロはミロの弁護を行ったが敗訴し、ミロは殺人で有罪となった。プルケルは叔父の仇を討つことだけが目的だったので、法定の報酬を受け取らなかった。
紀元前50年、アッピウスという人物が、それまでカエサル隷下にあった2個軍団を、ポンペイウスの軍に配置換えするためにガリアからイタリアに移動させた。これはポンペイウスがカエサルに与えていた第1軍団と第15五軍団で、パルティアとの国境を強化するために西方に派遣される予定であったが、結局はイタリアに留まり、後のポンペイウスとカエサルの内戦に参加している。プルタルコスによれば、このアッピウスは「ガリアでのカエサルの功績を大いに過小評価し、彼についての誹謗中傷を広めた」結果、ポンペイウスはカエサルと戦争となった場合には自分が容易に勝利すると判断したという。歴史学者はこのアッピウスとはプルケルのことであると考えている。
プルケルが内戦でどちらについたかは正確にはわかっていない。ただ、スエトニウスはクラウディウスの2人の兄弟がギリシアに滞在していたと書いており、歴史学者はプルケル兄弟はポンペイウスの後を追ってバルカン半島に渡ったと考えている。カエサル暗殺後の紀元前43年、プルケルは紀元前52年に追放処分となっていた父ガイウスのローマ帰還を認めてくれたことに感謝し、マルクス・アントニウスを支持した。キケロが暗殺者の一人であるデキムス・ユニウス・ブルトゥス・アルビヌスに宛てた手紙では、勝利の際にはプルケルを助けるようにと書いている。キケロはプルケルとは「最も親密な友好関係」にあったとしている。
紀元前38年、プルケルは、プレブス（平民）のガイウス・ノルバヌス・フラックスと共に執政官に就任した。しかし、そこに至るまでのクルスス・ホノルム（名誉のコース）については何も知られていない。プルケルは任期途中で離職し、ルキウス・コルネリウス・レントゥルスが補充執政官となった。
その後、彼はヒスパニアの総督となり、紀元前32年6月1日に帰国した際には、凱旋式を行った。プルケルの名前が刻まれた2つの碑文がヘルクラネウムで発見されている。1つはプルケルによる神殿の建設について、もう1つは彼の死後に彼の名誉のために彫像が建てられたことを伝えている 。

## 子孫
紀元前2年に初代皇帝アウグストゥスの娘ユリアの愛人の一人とされたアッピウス・クラウディウス・プルケルは、息子の可能性がある。

## 参考資料

### 古代の資料
- クィントゥス・アスコニウス・ペディアヌス『キケロ演説に対する注釈書』
- プルタルコス『対比列伝』
- ガイウス・スエトニウス・トランクィッルス『共和政ローマ偉人伝』
- マルクス・トゥッリウス・キケロ『アッティクス宛書簡集』
- マルクス・トゥッリウス・キケロ『友人宛書簡集』

### 研究書
- Egorov A. Julius Caesar. Political biography. - SPb. : Nestor-History, 2014 .-- 548 p. - ISBN 978-5-4469-0389-4 .
- Broughton R. Magistrates of the Roman Republic. - New York, 1952. - Vol. II. - P. 558.
- Münzer F. Claudius // Paulys Realencyclopädie der classischen Altertumswissenschaft . - 1899 .-- T. III, 2 . - P. 2662-2667.
- Münzer F. Claudius 15 // Paulys Realencyclopädie der classischen Altertumswissenschaft . - 1899 .-- T. III, 2 . - P. 2668.
- Münzer F. Claudius 298 // Paulys Realencyclopädie der classischen Altertumswissenschaft . - 1899 .-- T. III, 2 . - P. 2853-2854.
- Münzer F. Claudius 299 // Paulys Realencyclopädie der classischen Altertumswissenschaft . - 1899 .-- T. III, 2 . - P. 2854-2855.